# Tariska Szabolcs
Tariska Szabolcs (Budapest, 1976. március 30. –) dalszövegíró, énekes. Az 1993-ban alakult és 2007-ben feloszlott Amorf Ördögök együttes alapító tagja, énekese és dalszövegírója. 2010-ben az Amorf Lovagok együttes alapítója (Tövisházi Ambrussal). a Péterfy Bori & Love Band, a Magashegyi Underground, Kulka János, a SuperStereo, Zsédenyi Adrienn, továbbá Dallos Bogi, Compact Disco, Odett, Heincz Gábor és a Kiscsillag dalszövegírója. Tariska István (1915–1989) orvos, neurológus, és Obál Ferenc (1916–2012) orvosprofesszor unokája.

## Életútja
Tariska Szabolcs középiskola tanulmányait a Németh László Gimnáziumban végezte (1990-1994), majd 1994-től 1997-ig a CASUS Művészeti Menedzserképző Kollégium hallgatója volt. A Berzsenyi Dániel Tanárképző Főiskolán művelődésszervező szakon diplomázott 2000-ben.
1993-ban alapító tagja, dalszövegírója és egyik énekese volt a 2007-ben feloszlott Amorf Ördögök zenekarnak. 2010 végén Tövisházi Ambrussal Amorf Lovagok néven létrehozta a gyerekeknek szóló formációját.
2007 óta dalszövegírója a Péterfy Bori & Love Bandnek (pl. Hajolj bele a hajamba, Ópium, Téged nem). 2009 óta a Magashegyi Undergroundnak (pl. Metróhuzat, Rázz fel), 2015 óta a Superstereonak (pl. Bent a neved), 2016 óta Zsédának (Eperhold, Fosszíliák) is ír. 2022 őszén jelent meg Kulka János: Pálmaszív című albuma.
1999-2009-ig rendezőasszisztensként dolgozott a Filmgyárban. Rendezői: Sándor Pál (Noé bárkája), Szász János (Ópium), Fekete Ibolya (Chico), Dettre Gábor (Felhő a gangesz felett, Tabló), Pacskovszky József (A boldogság színe, Ég veled, Halál élőben), Vranik Roland (Adás), Dobray György (Szerelem utolsó vérig), Faur Anna (Lányok), Keményffy Tamás (Mázli), Szőke András (Három, Helyfoglalás, Tündérdomb, Hasutasok), Pejó Róbert (Látogatás).
2010-ben A Magyar Érdemrend lovagkeresztje kitüntetésben részesült, a független magyar könnyűzenében kifejtett alkotó művészeti tevékenységért.
2018-ban Artisjus-díjat kapott, az év könnyűzenei szövegírójaként.

## Munkái

### Filmes munkái(nem teljes)
- 2010 Látogatás (másodasszisztens)
- 2009 Adás (másodasszisztens)
- 2008 Mázli (másodasszisztens)
- 2007 Lányok (rendezőasszisztens)
- 2007 Az igazi halál (tévéfilm) (rendezőasszisztens)
- 2007 Ópium: Egy elmebeteg nő naplója (másodasszisztens)
- 2005 Ég veled! (rendezőasszisztens)
- 2003 A boldogság színe (rendezőasszisztens)
- 2002 Szerelem utolsó vérig (rendezőasszisztens)
- 2001 Chico (másodasszisztens)

### Színészként
- 2003 A boldogság színe (Józsi)
- 2002 Szerelem utolsó vérig
- 2000 Három
- 2000 Helyfoglalás, avagy a mogyorók bejövetele

### Forgatókönyvíróként
- 2000 Helyfoglalás, avagy a mogyorók bejövetele (Szőke Andrással)

### Színházi munkái
- 2010 Répa, Retek, Mogyoró (Magyar Mozdulatművészeti Társulat, mozdulatművészeti mesejáték)  író, dalszövegíró
- 2003 Karnevál Állatok farsangja (Magyar Mozdulatművészeti Társulat, mozdulatművészeti mesejáték) író, narrátor

### Dalszövegei
| Címe                                   | Előadó                   | Album                    | Megjelenés éve | Megjegyzés                             |
| -------------------------------------- | ------------------------ | ------------------------ | -------------- | -------------------------------------- |
| 7lépés                                 | Dj SuperStereo ft. Dé    |                          |                |                                        |
| A Bermudákról                          | Amorf Ördögök            | Pokoldiszkó              | 2006           |                                        |
| A dióhéj hajós                         | Amorf Ördögök            |                          | 2005           |                                        |
| A folyó hold felé                      | Magashegyi Underground   | Ezer Erdő                | 2010           | címváltozat: Meztelen tavasz           |
| A Föld körül                           | Amorf Ördögök            | Betyár a Holdon          | 2000           |                                        |
| A kavicsgyűjtő                         | Amorf Lovagok            | Tócsarobbantó            | 2010           |                                        |
| A kreol bikák asztalán                 | Amorf Ördögök            |                          |                |                                        |
| A laszti                               | Amorf Lovagok            | Tócsarobbantó            | 2010           |                                        |
| A MIR helyére az űrbe                  | Amorf Ördögök            | Molylepke minibár        | 2002           |                                        |
| A rossz fridzsider                     | Amorf Ördögök            | Cellux-szimfónia         | 2005           |                                        |
| Ájultan fekszem veled                  | Péterfy Bori & Love Band | 2                        | 2009           | Tövisházi Ambrussal                    |
| Akad még a szuterénben                 | Amorf Ördögök            | Molylepke minibár        | 2002           |                                        |
| Álmatlanság                            | Magashegyi Underground   | Tegnapután               | 2013           |                                        |
| Álomáruház                             | Amorf Ördögök            | Molylepke minibár        | 2002           |                                        |
| Asztalos ufók                          | Amorf Ördögök            | Cellux-szimfónia         | 2005           |                                        |
| Berekerdő balladája                    | Magashegyi Underground   | Ezer város               | 2011           |                                        |
| Betyár a Holdon                        | Amorf Ördögök            | Betyár a Holdon          | 2000           |                                        |
| Békavonulás                            | Amorf Lovagok            |                          |                | kiadatlan                              |
| Bim-bam sziget                         | Amorf Lovagok            | Tócsarobbantó            | 2010           |                                        |
| Borvirág és a szvíthárt                | Amorf Ördögök            | Molylepke minibár        | 2002           |                                        |
| Cellux-szimfónia                       | Amorf Ördögök            | Cellux-szimfónia         | 2005           |                                        |
| Csend                                  | Magashegyi Underground   | Tegnapután               | 2013           |                                        |
| Cseresznyefa                           | Amorf Lovagok            | Tócsarobbantó            | 2010           |                                        |
| Csillaghullás                          | Odett                    | Csillagtérkép            | 2014           |                                        |
| Csodaidő (álomverzió) feat Sena        | Péterfy Bori & Love Band | Fehér éjszakák           | 2012           | Péterfy Borival és Senával             |
| Darazsak                               | Magashegyi Underground   | Tegnapután               | 2013           |                                        |
| Dártvéder dala egy bagatell randevúra  | Amorf Ördögök            | Molylepke minibár        | 2002           |                                        |
| Délelőttök a kádba'                    | Péterfy Bori & Love Band | Péterfy Bori & Love Band | 2007           | Tövisházi Ambrussal                    |
| Délidőben                              | Amorf Ördögök            | Cellux-szimfónia         | 2005           |                                        |
| Delikát Bisztró                        | Amorf Ördögök            | Molylepke minibár        | 2002           |                                        |
| Derekamon a Balaton                    | Amorf Lovagok            | Tócsarobbantó            | 2010           |                                        |
| Együgyű bordal                         | Amorf Ördögök            | Molylepke minibár        | 2002           |                                        |
| Esőnap                                 | Magashegyi Underground   | Tegnapután               | 2013           |                                        |
| Éjszaka                                | Odett                    | Csillagtérkép            | 2014           |                                        |
| Fantom                                 | Odett                    | Csillagtérkép            | 2014           |                                        |
| Fapados Űrutazás                       | Amorf Ördögök            | Cellux-szimfónia         | 2005           |                                        |
| Felébredni egy szerelemből             | Péterfy Bori & Love Band | 2B                       | 2010           | Tövisházi Ambrussal                    |
| Fesztivál                              | Magashegyi Underground   | Ezer Erdő                | 2010           |                                        |
| Finn szám                              | Péterfy Bori & Love Band |                          |                | albumon nem jelent meg                 |
| Gyere                                  | Amorf Ördögök            | Betyár a Holdon          | 2000           |                                        |
| Hajnal                                 | Dj SuperStereo ft. Dé    |                          |                |                                        |
| Hajolj bele a hajamba                  | Péterfy Bori & Love Band | Péterfy Bori & Love Band | 2007           | Tövisházi Ambrussal                    |
| Hapi kapitány                          | Amorf Lovagok            | Tócsarobbantó            | 2010           |                                        |
| Hazafelé                               | Amorf Ördögök            | Cellux-szimfónia         | 2005           |                                        |
| Hideg láng                             | Péterfy Bori & Love Band | Péterfy Bori & Love Band | 2007           | Tövisházi Ambrussal                    |
| Induló                                 | Amorf Ördögök            | Cellux-szimfónia         | 2005           |                                        |
| Írott nő                               | Magashegyi Underground   | Ezer Erdő                | 2010           |                                        |
| Janicsár a 3 Testvérben                | Amorf Lovagok            | Tócsarobbantó            | 2010           |                                        |
| Játék                                  | Péterfy Bori & Love Band | Fehér éjszakák           | 2012           | Lovasi Andrással                       |
| Jégtánc                                | Odett                    | Csillagtérkép            | 2014           |                                        |
| Jön az éj                              | Dj SuperStereo ft. Dé    |                          |                |                                        |
| Kalózleves                             | Amorf Lovagok            | Tócsarobbantó            | 2010           |                                        |
| Karcsú törzsed hajlik                  | Amorf Ördögök            | Cellux-szimfónia         | 2005           |                                        |
| Katapult                               | Péterfy Bori & Love Band | Péterfy Bori & Love Band | 2007           | Maráczy Péterrel                       |
| Kék rózsa                              | Amorf Ördögök            | Betyár a Holdon          | 2000           |                                        |
| Kedd délután                           | Amorf Ördögök            | Betyár a Holdon          | 2000           |                                        |
| Kiszakadt a farmerem                   | Amorf Lovagok            | Tócsarobbantó            | 2010           |                                        |
| Klímamenekült                          | Péterfy Bori & Love Band | Péterfy Bori & Love Band | 2007           | Tövisházi Ambrussal                    |
| Körmenet                               | Magashegyi Underground   | Tegnapután               | 2013           |                                        |
| Lány-i Popdal                          | Magashegyi Underground   | Ezer Erdő                | 2010           |                                        |
| Lassú kutya                            | Péterfy Bori & Love Band | 2B                       | 2010           | Tövisházi Ambrussal                    |
| Látom magam a poharamba'               | Amorf Ördögök            | Betyár a Holdon          | 2000           |                                        |
| Legyél te is feltaláló!                | Amorf Lovagok            | Tócsarobbantó            | 2010           |                                        |
| Levélégető                             | Magashegyi Underground   | Tegnapután               | 2013           |                                        |
| Lyukas dió                             | Amorf Lovagok            | Tócsarobbantó            | 2010           |                                        |
| Macskanő                               | Péterfy Bori & Love Band | 2B                       | 2009           |                                        |
| Még egy kulőr                          | Amorf Ördögök            | Molylepke minibár        | 2002           |                                        |
| Megijedt lovakon                       | Magashegyi Underground   | Tegnapután               | 2013           |                                        |
| Megsárgult konfettik a Holdfény Bárban | Amorf Ördögök            | Betyár a Holdon          | 2000           |                                        |
| Metróhuzat                             | Magashegyi Underground   | Ezer Erdő                | 2010           |                                        |
| Meztelen tavasz                        | Magashegyi Underground   | Ezer Erdő                | 2010           |                                        |
| Mikor megmozdult a föld                | Amorf Ördögök            | Molylepke minibár        | 2002           |                                        |
| Muskátlis teraszokon                   | Amorf Ördögök            | Molylepke minibár        | 2002           |                                        |
| Nagy meleg pulóver                     | Amorf Ördögök            | Cellux-szimfónia         | 2005           |                                        |
| Napséta                                | Amorf Ördögök            | Tócsarobbantó            | 2010           |                                        |
| Nehézbörtönsúlyzó                      | Kiscsillag               | Örökre szívembe zártalak | 2009           | Lovasi Andrással                       |
| Nem hiszem                             | Amorf Ördögök            | Betyár a Holdon          | 2000           |                                        |
| Nincsen a világon                      | Amorf Ördögök            | Molylepke minibár        | 2002           |                                        |
| Nyakba kötött kardigán                 | Amorf Ördögök            | Cellux-szimfónia         | 2005           |                                        |
| Ópium                                  | Péterfy Bori & Love Band | Péterfy Bori & Love Band | 2007           | Tövisházi Ambrussal                    |
| Oroszlán a hóban                       | Péterfy Bori & Love Band | 2B                       | 2009           |                                        |
| Ragyogás                               | Magashegyi Underground   | Tegnapután               | 2013           |                                        |
| Rázz fel                               | Magashegyi Underground   | Tegnapután               | 2013           |                                        |
| Rongyolódó                             | Magashegyi Underground   | Ezer Erdő                | 2010           |                                        |
| Rongyolódó pongyolák                   | Magashegyi Underground   | Ezer Erdő                | 2010           |                                        |
| Sanzon                                 | Magashegyi Underground   | Ezer város               | 2011           |                                        |
| Száguldó kabinok                       | Amorf Lovagok            |                          |                | kiadatlan                              |
| Száraz gőz                             | Péterfy Bori & Love Band |                          |                | albumon nem jelent meg                 |
| Szárnyas majom                         | Péterfy Bori & Love Band | 2B                       | 2010           | Tövisházi Ambrussal                    |
| Szívlakó                               | Yasya                    |                          |                |                                        |
| Szívtakarítás                          | Magashegyi Underground   | Ezer Erdő                | 2010           |                                        |
| Szösz I.                               | Amorf Ördögök            |                          |                |                                        |
| Szösz II.                              | Amorf Ördögök            |                          |                |                                        |
| Szösz III.                             | Amorf Ördögök            |                          |                |                                        |
| Tánc a kreol bikák asztalán            | Amorf Ördögök            | Molylepke minibár        | 2002           |                                        |
| Téged nem                              | Péterfy Bori & Love Band | 2                        | 2009           | Péterfy Borival és Tövisházi Ambrussal |
| Tegnapután                             | Magashegyi Underground   | Tegnapután               | 2013           |                                        |
| Tengerparti homokvár                   | Amorf Ördögök            | Betyár a Holdon          | 2000           |                                        |
| Tiszavirág                             | Amorf Ördögök            | Betyár a Holdon          | 2000           |                                        |
| Tócsarobbantó                          | Amorf Lovagok            | Tócsarobbantó            | 2010           |                                        |
| Tündérdomb                             | Amorf Ördögök            | Molylepke minibár        | 2002           | Szőke Andrással                        |
| Üres kupéban                           | Amorf Ördögök            | Molylepke minibár        | 2002           |                                        |
| Valahol a fák alatt                    | Amorf Ördögök            | Molylepke minibár        | 2002           |                                        |
| Vámpír                                 | Péterfy Bori & Love Band | Péterfy Bori & Love Band | 2007           | Tövisházi Ambrussal                    |
| Várost viselek                         | Amorf Ördögök            | Pokoldiszkó              | 2006           |                                        |
| Vedd fel a legjobb ruhád               | Amorf Ördögök            | Betyár a Holdon          | 2000           |                                        |
| Világvevő rádió                        | Amorf Ördögök            | Cellux-szimfónia         | 2005           |                                        |
| Virágos Kert az élet                   | Amorf Ördögök            | Betyár a Holdon          | 2000           | Tövisházi Ambrussal                    |
| Zabagép                                | Amorf Lovagok            | Tócsarobbantó            | 2010           |                                        |
| Zarándok évszakok                      | Amorf Ördögök            | Cellux-szimfónia         | 2005           |                                        |
| Zöld Hullám                            | Amorf Ördögök            | Cellux-szimfónia         | 2005           |                                        |

## Díjai
- A Magyar Köztársasági Érdemrend Lovagkeresztje (2010)
- Az év könnyűzenei szövegírója – Artisjus-díj (2018)